# Дрында, Зенон
Зенон Дрында (пол. Zenon Drynda; 1927, Пшистайнь — 1991, Познань) — военный деятель ПНР, офицер госбезопасности, руководитель Быдгощского воеводского управления СБ ПНР в 1975—1981.

## Начальная биография и карьера
Родился в деревенской семье Аугустыня и Стефании Дрында  из гмины Пшистайнь. С 1948 состоял в ПОРП. В органы госбезопасности был направлен партийными органами 5 марта 1953.
Начальную службу проходил в V департаменте (борьба с политической оппозицией и «социально-враждебными элементами») и III департаменте (борьба с вооружённым подпольем) Познанского воеводского управления министерства общественной безопасности (МОБ). В 1954–1956, после разделения МОБ на МВД и комитет общественной безопасности (КОБ), служил в III отделе (борьба с подпольем) Познанского управления КОБ. Специализировался на работе с промышленными предприятиями. Прослушал в Варшаве курсы руководящего состава КОБ.
В 1956 госбезопасность была включена в систему МВД и формально подчинена гражданской милиции (MO). С декабря 1956, в звании подпоручика, оперативник III отдела (борьба с антигосударственной деятельностью) Познанского управления Службы безопасности ПНР (СБ). Участвовал в подавлении познанских рабочих протестов.
С февраля 1959, в звании поручика, начальник опергруппы III отдела. С 1960 – капитан. В октябре 1962 назначен руководителем особой спецгруппы III отдела. В декабре 1963 – инспектор безопасности Познанской воеводской комендатуре MO. В апреле 1967, в звании майора, заместитель начальника, с июня 1968 – начальник II отдела (контрразведка). Специализировался на пресечении шпионажа спецслужб ФРГ.
В ноябре 1970, в звании подполковника, переведён в центральный аппарат МВД ПНР и назначен во II департамент (контрразведка) начальником 3-го отдела (ФРГ). Занимал этот пост более четырёх лет и приобрёл репутацию специалиста по западногерманской тематике.

## Начальник Быдгощской СБ
1 июня 1975 полковник З. Дрында был назначен в Быдгощ заместителем нового Быдгощского воеводского коменданта MO Юзефа Коздры. В ведении Дрынды находилось региональное управление СБ.
Первым секретарём Быдгощского воеводского комитета ПОРП в то время являлся Юзеф Майхжак, один из самых влиятельных региональных партийных руководителей, принадлежавший к ортодоксальному «партийному бетону» и соответствующим образом ставивший задачи перед СБ: подавление диссидентских организаций, недопущение протестов, подобных варшавским и радомским. При этом существовали специфические организационно-служебные сложности: в воеводской комендантуре служил Мечислав Майхжак, брат Юзефа Майхжака, который стремился фактически руководить структурой безотносительно к субординации.
Забастовочное движение 1980 года началось в Быдгоще 18 августа. 28 августа 1980 был учреждён Межзаводской забастовочный комитет, преобразованный в Быдгощский профцентр «Солидарности» под руководством инженера Яна Рулевского, непримиримого антикоммуниста, склонного к прямому действию. Одним из результатов августовских событий стало отстранение от должностей братьев Майхжаков и назначение первым секретарём воеводского комитета ПОРП Генрика Беднарского.
Жёсткий конфликт региональной власти с профцентром произошёл весной 1981 года и имел всепольские последствия. З. Дрында был одной из ключевых фигур “Быдгощской провокации”. 
Быдгощская «Солидарность» решительно поддерживала крестьянских активистов, требовавших легализации своего профсоюза “Сельская Солидарность”. На 19 марта 1981 было назначено рассмотрение вопроса Быдгощским воеводским советом. Комендант Коздра лично дал Рулевскому гарантии безопасности. Но это оказалось обманом: высшее воеводское партийное и региональное руководство решили нанести показательный удар по «Солидарности». Планы, разработанные центральным аппаратом МВД и быдгощским управлением СБ, получили названия Noteć (первоначальный) и Sesja (реализованный). Общее руководство по линии госбезопасности осуществлял полковник Зенон Платек, оперативное командование – З. Дрында.
Силовые приготовления властей были замечены активистами «Солидарности». 16 марта группа учредителей крестьянского профсоюза устроила сидячую забастовку у здания воеводского совета. Их встреча с представителями официозных крестьянских организаций прошла в мирной тональности и подала надежды на компромисс, что обеспокоило полковника Дрынду: в информации для варшавского начальства он сообщил, что «переговоры дают результат, обратный желаемому». Утром 19 марта крестьянские активисты забаррикадировались в одном из помещений воеводского совета. Вопрос о «Сельской Солидарности» был снят с повестки дня заседания. Вице-воевода Роман Бонк, исполнявший тогда обязанности Быдгощского воеводы, официально вызвал силовую поддержку. Делегация «Солидарности» была жестоко избита, три человека, в том числе Рулевский, госпитализированы.
Результатом стал общенациональный взрыв негодования. 27 марта 1981 в Польше прошла многомиллионная предупредительная забастовка. Власти вынуждены были легализовать «Сельскую Солидарность». Полковник Зю Дрында вошёл в историю того времени как один из ответственных за провокацию, которая могла привести к трагическим последствиям.
Под его руководством создавалась система слежки и спецопераций против Быдгощской «Солидарности». Управление СБ установило плотный контроль над всеми крупными предприятиями воеводства. Сеть осведомителей достигала пятисот человек. В профцентр были внедрены 47 агентов, 9 из которых имели возможность влиять на принимаемые решения. Удалось провести операции глубокого внедрения даже в непосредственное окружение Рулевского. На особом контроле находились 28 заводов, комбинатов и хозяйственных комплексов, в оперативной разработке пребывали 217 ведущих активистов. За ними велась плотная слежка, совершались провокации и дискредитационные мероприятия, например, распространение клеветнических листовок в отношении Рулевского. 
Отдельным направлением являлся контроль ситуации в быдгощской организации ПОРП, наблюдение за членами партии, предотвращение их сближения с «Солидарностью».

## Дальнейшая карьера
20 июля 1981, через четыре месяца после быдгощских событий, полковник З. Дрында был переведён в Варшаву и назначен заместителем начальника I департамента МВД – гражданской разведки. Занимался сбором информации по ФРГ, курировал разведгруппу, базировавшуюся в столице ГДР. С января 1988 был переведён в распоряжение директора кадрового департамента МВД. В марте был назначен заместителем по безопасности коменданта Здзислава Стоцкого и начальником СБ Познанского воеводства.

## Последние годы
В 1988 новая волна забастовочного движения вынудила власти пойти на переговоры в Магдаленке и “Круглый стол”. 4 июня 1989 состоялись «выборы на альтернативной основе», на которых победу фактически одержала «Солидарность». Обстановка в стране радикально изменилась. 1 апреля 1990 З. Дрында был отправлен в отставку.
По информации Я. Рулевского, некоторое время Дрында работал в частных охранных структурах. Информация о его кончинеи захоронении в Познани появилась в 1991.